# Bujdosó

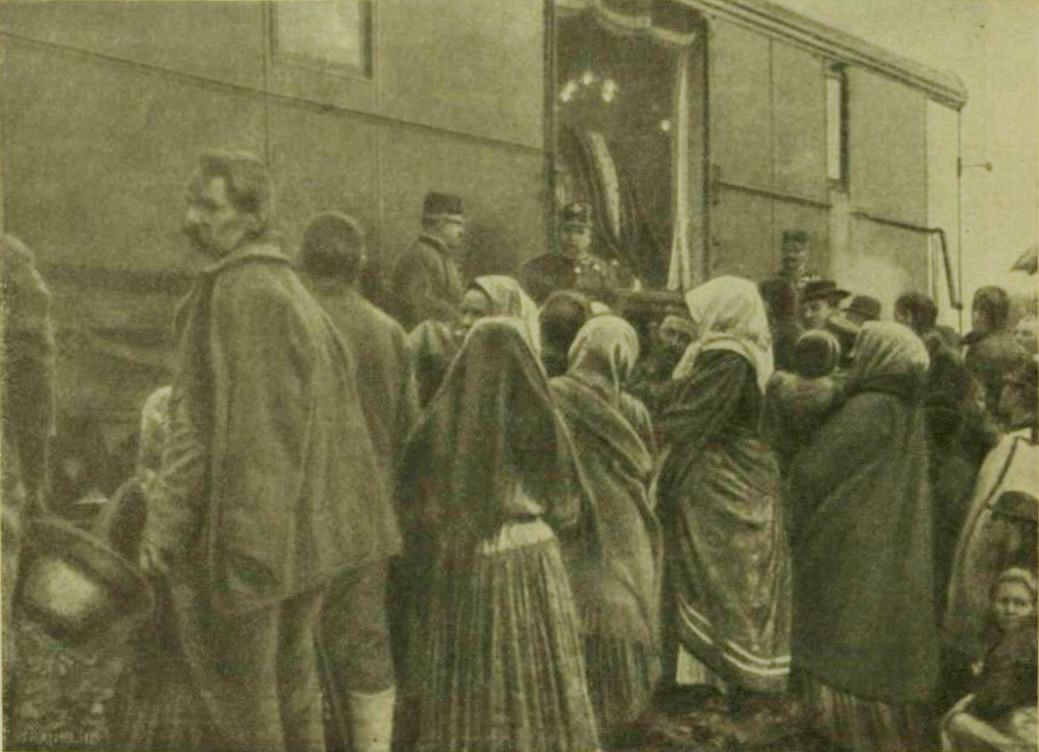
II. Rákóczi Ferenc meghódolás helyett száműzetésbe vonult. A bujdosók hamvait hozó vasúti kocsit a magyar határon felnyitják a nép előtt 1906. október 28-án (Jelfy Gyula fotója a Vasárnapi Ujságban)

A bujdosó speciálisan magyar történelmi fogalom, amely olyan egykori katonákra vonatkozik, akik elvesztett szabadságharcok vagy csaták után nem akarták, hogy a győztes ellenfél kivégezze, börtönbe zárja vagy besorolja őket az ellenséges hadseregbe évtizedes szolgálatra, hanem inkább elbújtak előle, vagyis elbujdostak. Ez sokszor idegen földre menekülést is jelentett, vagyis bujdosást külföldön, amit önkéntes száműzetésnek is lehet tekinteni. A bujdosókból nőtt ki a Rákóczi-szabadságharc, ez után már inkább kurucoknak is nevezték őket. Szép példája található a bujdosó irodalmi megjelenítésének Arany János Családi kör című versében.